# Antonio Mazorra y Ortiz
Antonio Mazorra y Ortiz (Villacarriedo 1858-1944?) fue un abogado y fundador del semanario El Eco de Carriedo. Se casó con María Fernández de los Ríos Holgueras, también natural de Villacarriedo. Tuvieron ocho hijos: Dionisio, Casimira, Carlota, Arturo, Antonio, María Luisa, Pilar y Casilda.
Hijo de militar, nació en 1858. Mazorra cursó sus estudios en el colegio de los Padres Escolapios de Villacarriedo y, tras licenciarse en Derecho, posiblemente en Madrid, fijó su residencia en Saro, desde donde editó su semanario. De convicciones religiosas, como se observa en la orientación católica del periódico, políticamente fue seguidor de Antonio Maura, y de su paso por la política activa se sabe que llegó a ser diputado provincial de Santander y gobernador civil en Palencia y Guadalajara, bajo el reinado de Alfonso XIII.